# Aleksy Sobaszek
Aleksy Sobaszek (Przygodzice, 17 de julio de 1895-KL Dachau, 1 de agosto de 1942) fue un sacerdote católico polaco, venerado por la Iglesia Católica como beato.
Aprobó su diploma de escuela secundaria en 1914 en la Królewskim Gimnazjum de Ostrów Wielkopolski. Estudió en seminarios y universidades en Freising, Poznań y Gniezno. Fue ordenado sacerdote en 1919.
Como vicario trabajó sucesivamente en Wągrowiec, Słupy, Trzemeszno y en la parroquia de la Santísima Trinidad en Gniezno.  Durante un año en Trzemeszno, fue el prefecto del gimnasio y el tutor del internado para niños. En Gniezno, fue el prefecto de la escuela de profesores durante nueve años. En 1931 fue enviado a trabajar como párroco en Siedlemin, cerca de Jarocin. En 1933 se convirtió en notario de decanato en Jarocin.
Después del estallido de la Segunda Guerra Mundial, fue arrestado el 6 de octubre de 1941, trasladado a KL Dachau y murió el 1 de agosto del año siguiente.
Fue beatificado por el Papa Juan Pablo II en Varsovia el 13 de junio de 1999, en el grupo de ciento ocho mártires de Polonia durante la Segunda Guerra Mundial.
Su memorial, junto con los otros mártires, se celebra el 12 de junio.